# Il professor Layton vs Phoenix Wright: Ace Attorney
Il professor Layton vs Phoenix Wright: Ace Attorney (レイトン教授 VS 逆転裁判?, Reiton-kyōju VS Gyakuten Saiban) è un videogioco crossover sviluppato da Level-5 e da Capcom e pubblicato per Nintendo 3DS da Level-5. In Giappone il titolo è stato pubblicato il 29 novembre 2012, mentre per il mercato occidentale è stato messo in commercio nel 2014.
Il videogioco è un crossover tra la serie del Professor Layton e Ace Attorney con i loro rispettivi personaggi principali (il professor Hershel Layton e l'avvocato Phoenix Wright). I disegni del gioco sono realizzati da Shū Takumi, il regista della serie Ace Attorney. Il gioco unisce gli enigmi e i temi delle due rispettive serie.

## Modalità di gioco
Il gioco è caratterizzato da una combinazione di elementi di entrambe le serie. Layton ha il compito di risolvere gli enigmi dello strano mondo, mentre Phoenix deve proteggere i suoi clienti dalle accuse di stregoneria (simile al tribunale della serie Ace Attorney). Il gioco presenta anche alcuni filmati in stile anime, già noti nel professor Layton, ma in prima assoluta riguardo alla serie di Ace Attorney.

### Enigmi
Durante la sezione riguardante la risoluzione degli enigmi, il giocatore può esplorare diversi ambienti, parlare con i personaggi ed esaminare oggetti sullo sfondo per trovare indizi e risolvere i misteri di Labirintia. Il sistema di controllo è simile a quello introdotto ne Il professor Layton e la maschera dei miracoli, in cui il giocatore si sposta attraverso un cursore sullo schermo. Investigare determinate zone e parlare con determinati personaggi rivela diversi enigmi, che il giocatore ha il compito di risolvere. Risolvendo gli enigmi si ottengono i Picarati che serviranno a sbloccare contenuti bonus. Durante questa sezione, il giocatore può trovare delle monete aiuto che consentono di sbloccare indizi per la risoluzione degli enigmi.

### Processi
Durante la sezione riguardante i processi, il giocatore controlla Phoenix Wright mentre contro-interroga i testimoni per difendere il suo cliente. Durante il contro-interrogatorio, il giocatore può incalzare il testimone per ottenere maggiori dettagli, che possono portare a nuove informazioni. Il compito principale del giocatore è cercare delle contraddizioni nella dichiarazione del testimone e presentare prove che indichino la contraddizione. Se il giocatore presenta una prova sbagliata perde credibilità, con conseguente Game Over quando si esaurisce la credibilità. Questa volta Phoenix si trova coinvolto nei "processi alle streghe", dove dovrà interrogare più testimoni allo stesso tempo e capire quali delle loro dichiarazioni si contraddicono l'una con l'altra. Questo comporta l'osservare la reazione di un testimone alla dichiarazione di un altro testimone e farla notare. Le monete aiuto trovate durante la sezione riguardante gli enigmi possono essere usate anche durante i processi, dove forniranno indizi su come il giocatore dovrebbe proseguire.

### Contenuto scaricabile
Level-5 ha annunciato che renderà disponibili contenuti scaricabili per il gioco, tra cui una nuova storia, scritta da Shū Takumi, divisa in 12 episodi. Potrà essere giocata solo dopo il completamento della trama principale. I contenuti scaricabili includeranno anche nuovi enigmi e oggetti gallery. I DLC verranno pubblicati ogni mercoledì per 24 settimane, a partire dal 12 dicembre 2012 e si alterneranno per tipo.

## Trama
Una giovane ragazza di nome Luna Minstrel insieme a Sebastian Fate (uno studente del professor Layton) vengono pedinati fino nella città di Londra da delle creature misteriose e cerca l'aiuto dell'archeologo Hershel Layton e il suo apprendista, Luke Triton. Quando Luna viene improvvisamente catturata da una strega, Layton inizia a indagare, arrivando a scoprire uno strano libro, che trasporta lui e Luke in una strana città medievale nota come Labirintia. Nel frattempo, Phoenix Wright e la sua assistente, Maya Fey, hanno viaggiato a Londra per lavoro, e dopo aver prosciolto Luna dalle accuse di furto e aggressione, vengono trasportati nella città di Labirintia per sbaglio.
Labirintia è la tana delle streghe che si nascondono nell'ombra, ed è controllata dal Narratore, che ha il potere di trasformare qualunque cosa scrive in realtà. I soldati dell'inquisizione, dopo la cattura di una presunta strega, essa viene portata nel tribunale e se giudicata colpevole è condannata a morte sul rogo. L'obiettivo finale dell'inquisizione è catturare la "Grande Strega Arcana" (il capo delle streghe), la strega più potente di tutte che ha causato il devastante incendio di Labirintia, centinaia di anni fa.
Lì, Phoenix Wright e il professor Layton devono difendere Luna dalle accuse di essere una strega, sconfiggendo il procuratore Sir Flamant al Tribunale delle streghe. La vera strega responsabile del presunto crimine per cui era perseguita Luna, sostiene che la ragazza sia in realtà la Grande Strega Arcana, e che una volta uccisa, non ci saranno altri processi alle streghe. Luna così è sotto accusa, e la data del processo è fissata subito per il giorno della parata del Narratore, nel mentre la ragazza rivela a Phoenix e Maya di essere la figlia del Narratore. Come Phoenix e Layton cercano di scoprire la vera identità della Grande Strega Arcana, il Narratore decide di interrompere la loro indagine, eliminando il gruppo dalla storia. Layton, infatti, viene trasformato in una statua d'oro e Maya è accusato di essere la strega che ha commesso il crimine.
Phoenix proscioglie Maya rivelando l'identità di un'altra strega, ma quando l'inquisizione tenta di mettere una strega alle fiamme senza aver commesso un omicidio, Luna interviene e chiede che lei essere eseguita al suo posto, confessando di essere la Grande Strega Arcana. Phoenix e Maya tentano di interrompere l'esecuzione di Luna, ma Maya viene accidentalmente bruciata la rogo al posto di Luna. Phoenix, Luke e Luna sono costretti a fuggire, quando iniziano ad indagare, scoprono un passaggio nascosto nel bosco fuori della città. Nel frattempo Maya, che si scopre non essere realmente morta, incontra inaspettatamente il professor Layton nello stesso bosco (il Bosco di Stregantica), Layton, però, non ha memoria di nulla essendo stato apparentemente trasformato in oro e vagando nel bosco con Maya trova il maniero della Grande Strega (non Arcana). L'intero gruppo si riunisce sotto le rovine del maniero, in cui scoprono una reliquia misteriosa. Improvvisamente, Luna è tormentata dalle visioni dell'incendio leggendario di Labirintia e corre via, dichiarandosi nuovamente la Grande Strega Arcana.
Layton e Phoenix rientrano in città, dove assistono alla parata per la promulgazione dell'ultimo racconto del Narratore, in cui la Grande Strega Arcana evoca un grande drago dalla cima la torre (l'incantesimo "Ardor"), e uccide il Narratore di fronte a tutti gli abitanti di Labirintia. Luna si trova sul campanile, quando Sir Flamant accusa il Sommo Inquisitore Laura di tramare dietro le spalle dl Narratore, ma lei lo pone in stato di arresto, informandolo che giustizierà Luna. All'inizio del processo, Layton e Luke partono per la Torre del Narratore, alla ricerca di un indizio finale, lasciando Phoenix a prendere tempo e ad attendere il loro ritorno. In cima alla torre, Layton e Luke scoprono il Narratore vivo e vegeto, e Layton lo informa che la sua storia si è 'contorta' dalle intenzioni originali del Narratore, con la scioccante rivelazione che sua figlia Luna è accusata di essere Arcana.
Nel processo di Luna, Phoenix e Maya gettano i loro sospetti sul Sommo Inquisitore Laura. Quando la donna si rifiuta di testimoniare per il fatto che al processo sarebbe mancato un pubblico ministero, il professor Layton improvvisamente riappare, assumendo il ruolo di pubblico ministero se stesso e dichiarando che può provare che Luna è in realtà la Grande Strega Arcana. Sul banco dei testimoni, Laura confessa che ha tentato di colpevolizzare Luna per l'omicidio del Narratore, e che voleva tradire il Narratore (l'autore del suo stesso delitto). Nonostante la testimonianza di Laura, Layton chiama il Narratore come testimone finale del processo (il Narratore non è morto dall'incantesimo infatti Luke e Layton l'hanno incontrato nella sua torre), continuando a insistere che Luna è Arcana.
Il Narratore rivela che il suo vero nome è Dedalus Minstrel, il presidente di una società di anestetici e che Labirintia è una struttura di ricerca artificiale progettata per testare gli effetti umani di una sostanza sul controllo della mente. Il professore deduce che l'incendio leggendario si sia verificato a causa di un disturbo legato a una certa sostanza che produce sonnolenza, sfuggite al controllo. Credendo di essere responsabile, Luna divenne ossessionata dall'idea che fosse posseduta da Arcana, e il Narratore creò le streghe e la mitologia di Labirintia per condizionare la mentalità di Luna. Quest'ultima si getta poi dalla cima del campanile, ma viene salvata da Laura, che si rivelerà essere Dafne Belleduque, la figlia dell'alchimista della città, che voleva vendicarsi del Narratore per la morte del padre, ritenendolo responsabile. Il professore e l'avvocato risolvono l'enigma finale e così i protagonisti salutano il Narratore, Luna e tutti gli abitanti di Labirintia e partono per Londra su una barca a motore guidata da Sir Flamant.

## Personaggi
- Professor Hershel Layton (エルシャール・レイトン教授?, Erushāru Reiton-kyōju), un professore di archeologia, amante del tè e degli enigmi. Doppiato in italiano da Oliviero Corbetta.
- Luke Triton (ルーク・トライトン?, Rūku Toraiton), l'apprendista del professor Layton, lo segue in tutte le avventure cercando di apprendere tutto da lui. Doppiato in italiano da Cinzia Massironi.
- Phoenix Wright (成歩堂 龍一?, Naruhodō Ryūichi), un avvocato difensore con l'innato senso di "uscire dagli schemi". Doppiato in italiano da Luca Bottale.
- Maya Fey (綾里 真宵?, Ayasato Mayoi), assistente di Phoenix e apprendista-maestra sensitiva. Doppiata in italiano da Emanuela Pacotto.
- Luna Minstrel (マホーネ・カタルーシア?, Mahōne Katarūshia), una ragazza che vive a Labirintia, figlia del Narratore. Doppiata in italiano da Tiziana Martello.
- Sir Flamant (ジーケン・バーンロッド卿?, Jīken Bānroddo-kei), inquisitore che si occupa della caccia alle streghe. Doppiato in italiano da Lorenzo Scattorin.
- Sommo Inquisitore Laura (ジョドーラ?, Jodōra), alias Dafne Belleduque, il Sommo Inquisitore di Labirintia. Si scoprirà poi essere lei la "scrittrice" delle ultime pagine della Storia del Narratore. Doppiata in italiano da Jolanda Granato.
- Narratore (ストーリー・テラー?, Sutōrī Terā), alias Dedalus Minstrel, uno degli antagonisti principali del gioco. Ogni cosa che scrive con la sua penna diventa realtà. Doppiato in italiano da Riccardo Rovatti.